# Paganino della Torre
Paganino Della Torre, podestà di Vercelli (... – Vercelli, 29 gennaio 1266), è stato un nobile italiano.

## Biografia
Paganino della Torre fu il quinto figlio di Pagano della Torre. Nel 1266 fu designato quale nuovo podestà di Vercelli dal fratello maggiore Napoleone della Torre che intendeva in questo modo mantenere buoni rapporti con i fratelli. Il 29 gennaio dello stesso anno un nutrito gruppo di nobili milanesi e pavesi, precedentemente cacciati dalle rispettive città in quanto avversi ai Della Torre, irruppe nel Broletto uccidendolo a colpi di pugnale. I nobili vercellesi alleati dei Della Torre riuscirono tuttavia a catturare ottantre di loro (tredici milanesi e settanta pavesi) mentre cercavano di fuggire dalla città. 
Il 1 febbraio il corpo di Paganino rientrò a Milano e fu depositato nella chiesa di San Martino al Corpo, poco fuori Porta Vercellina. Il 2 febbraio un corteo di cittadini e soldati lo scortò fino alla basilica di San Dionigi e lo stesso giorno entrarono in città per i funerali i fratelli Napo e Francesco e il nipote Erracco che, saputa la morte del fratello, erano subito corsi a cavallo a Vercelli e avevano preso in consegna i prigionieri. Tredici di questi furono caricati su alcuni carretti e portati fuori le mura sino al sagrato della basilica di San Dionigi dove furono decapitati; i loro corpi vennero poi legati alle code di alcuni cavalli e trascinati per le vie della città. Furono quindi celebrati i funerali e il corpo di Paganino fu quindi seppellito nella basilica stessa in un'arca su cui era scolpito lo stemma della famiglia, oggi non più esistente. Pare che la possibilità di effettuare una sacra funzione malgrado l'interdetto gravante su Milano fu resa possibile dal sostegno dei Della Torre per Carlo I d'Angiò che, caldeggiato da papa Clemente IV, il 26 febbraio 1266 avrebbe sconfitto Manfredi di Sicilia nella battaglia di Benevento spianando la strada per la conquista del Regno di Sicilia. Il 3 febbraio altri tredici prigionieri incatenati nella Rocchetta di Porta Nuova vennero decapitati nella piazza del Broletto Nuovo con l'eccezione del medico Buono da Tabiago. Questi poco tempo prima aveva guarito da una grave malattia uno dei figli di Napoleone della Torre che, venuto a sapere della sua esecuzione, pregò il padre di risparmiarlo. Il 4 febbraio altri ventotto prigionieri furono condotti dal castello di Trezzo a Milano e decapitati davanti alla basilica di San Dionigi. La sanguinosa ed eccessiva vendetta danneggiò l'immagine dei Della Torre agli occhi del popolo milanese, che pure era stato loro sostenitore. Napo Torriani per cercare di ammansire i concittadini cercò di scaricare tutte le colpe sul podestà Emberra (o Barralo) da Balso e poi lo sostituì con il vercellese Guidotto da Redobbio.